# Johann Theodor van der Noot

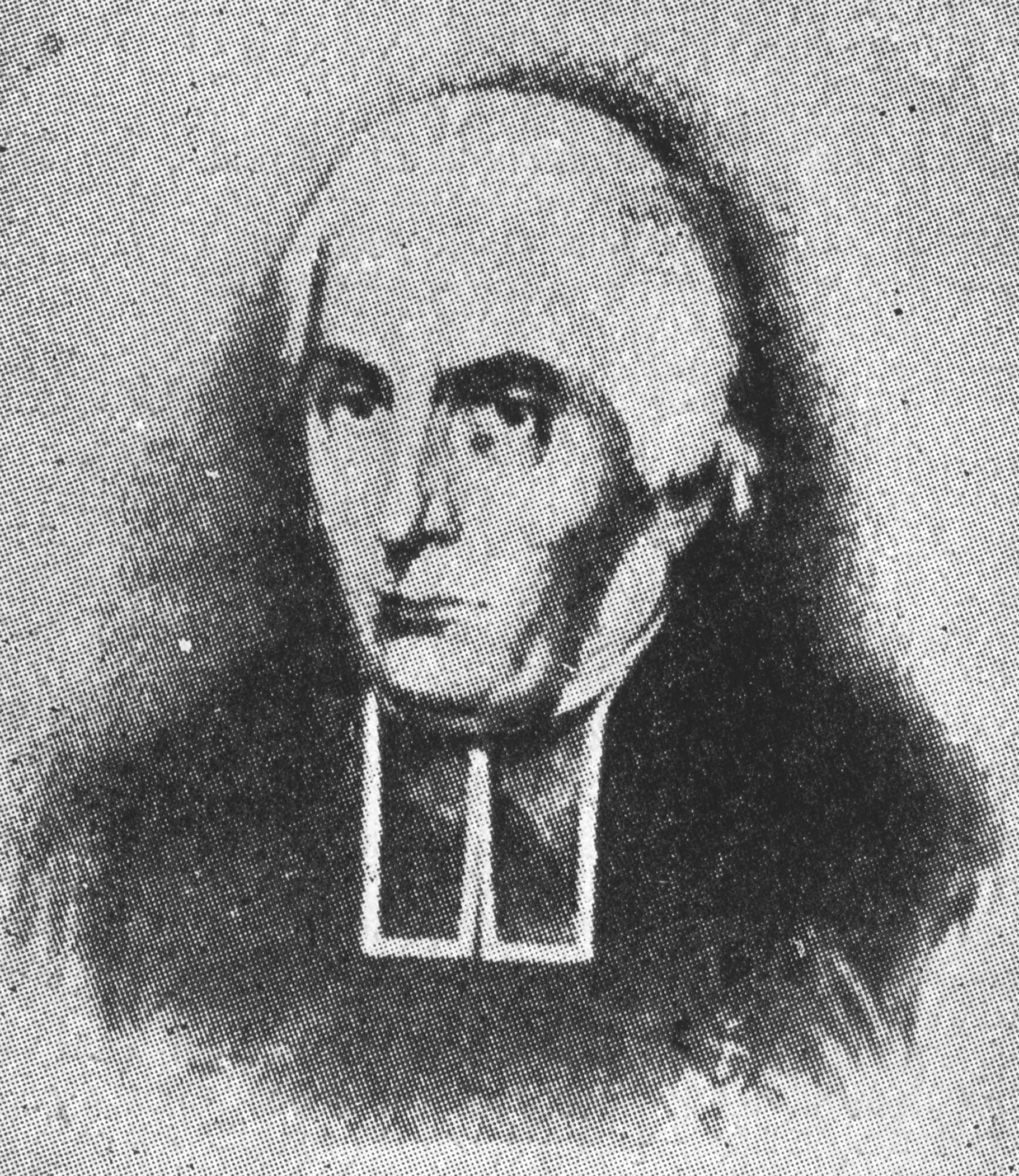
Johann Theodor Van der Noot (1769-1843)

Johann Theodor van der Noot (Luxemburg (stad), 6 augustus 1769 - 19 april 1843) was een Luxemburgs geestelijke.
Van der Noot studeerde in Leuven en werd op 14 mei 1797 in Mechelen priester gewijd.  Hij werd pastoor in Itzig en deken in Bettembourg.  In 1832, onder het Belgisch bestuur, werd hij pastoor van de hoofdkerk van Luxemburg-stad, die later de kathedraal van Luxemburg werd. In 1833 werd Van der Noot apostolisch vicaris van de stad.  In 1840, nadat het Groothertogdom Luxemburg niet langer tot België gerekend werd, maar Willem I der Nederlanden als groothertog bevestigd werd, werd Van der Noot apostolisch vicaris van het "nieuwe" land.  (In de Luxemburgse versie van de geschiedenis, had het land niet opgehouden te bestaan, maar was het van 1830 tot 1839 feitelijk door de Belgen gecontroleerd, op de vesting Luxemburg na, en raakte het met het Verdrag van Londen (1839), zijn westelijke, Franstalige helft aan België kwijt).  Pas in 1870 kreeg het land zijn eigen bisschop.